# Lilly (2024)
Lilly ist ein Filmdrama von Rachel Feldman. Es handelt sich um eine Filmbiografie über die Equal-Pay-Aktivistin Lilly Ledbetter, gespielt von der Oscar-nominierten Schauspielerin Patricia Clarkson. Der Film feierte im Oktober 2024 beim Hamptons International Film Festival seine Premiere und kam im Mai 2025 in die US-Kinos.

## Handlung
Als Lilly Ledbetter, die in einer Reifenfabrik in Alabama arbeitet und kurz vor ihrer Pensionierung steht, herausfindet, dass ihr Unternehmen ihr seit 20 Jahren nur die Hälfte dessen zahlt, was ihre männlichen Kollegen bekommen, beginnt für sie ein historischer Kampf für Gerechtigkeit.

## Biografisches

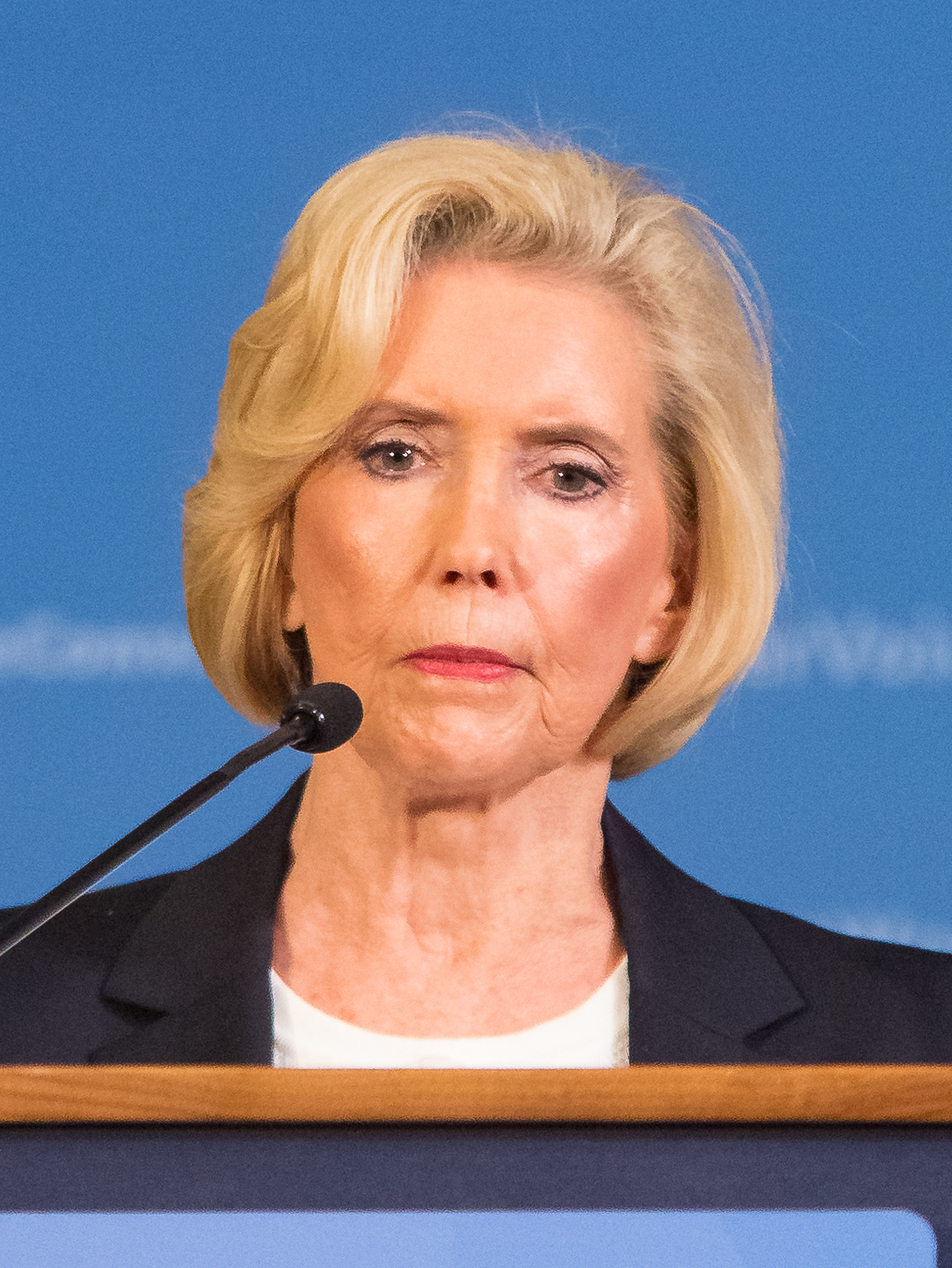
Die Equal-Pay-Aktivistin Lilly Ledbetter

Lilly Ledbetter wurde als Lilly McDaniel in Jacksonville in Alabama geboren und machte 1956 ihren Abschluss an der Jacksonville High School. Ihr Vater J.C. McDaniel war Mechaniker im Anniston Army Depot. Nach ihrem Highschool-Abschluss heiratete Lilly McDaniel Charles Ledbetter und bekam zwei Kinder, Vicky und Phillip. Im Jahr 1979 wurde Lilly Ledbetter in einem Werk von Goodyear Tire and Rubber in Gadsden eingestellt. Neunzehn Jahre später erhielt sie eine anonyme Nachricht, in der sie darüber informiert wurde, dass sie erheblich weniger verdiente als viele männliche Mitarbeiter mit vergleichbarer oder geringerer Erfahrung und Dienstalter.
Sie blieb bis zu zum Tod ihres Ehemannes im Dezember 2008 verheiratet. Ledbetter arbeitete von Mai 1974 bis Dezember 1975 als stellvertretende Direktorin an der Jacksonville State University in Jacksonville. Sie starb im Oktober 2024 im Alter von 86 Jahren, nur zwei Tage nach der Premiere des Films.

## Produktion

### Filmstab, Besetzung und Dreharbeiten

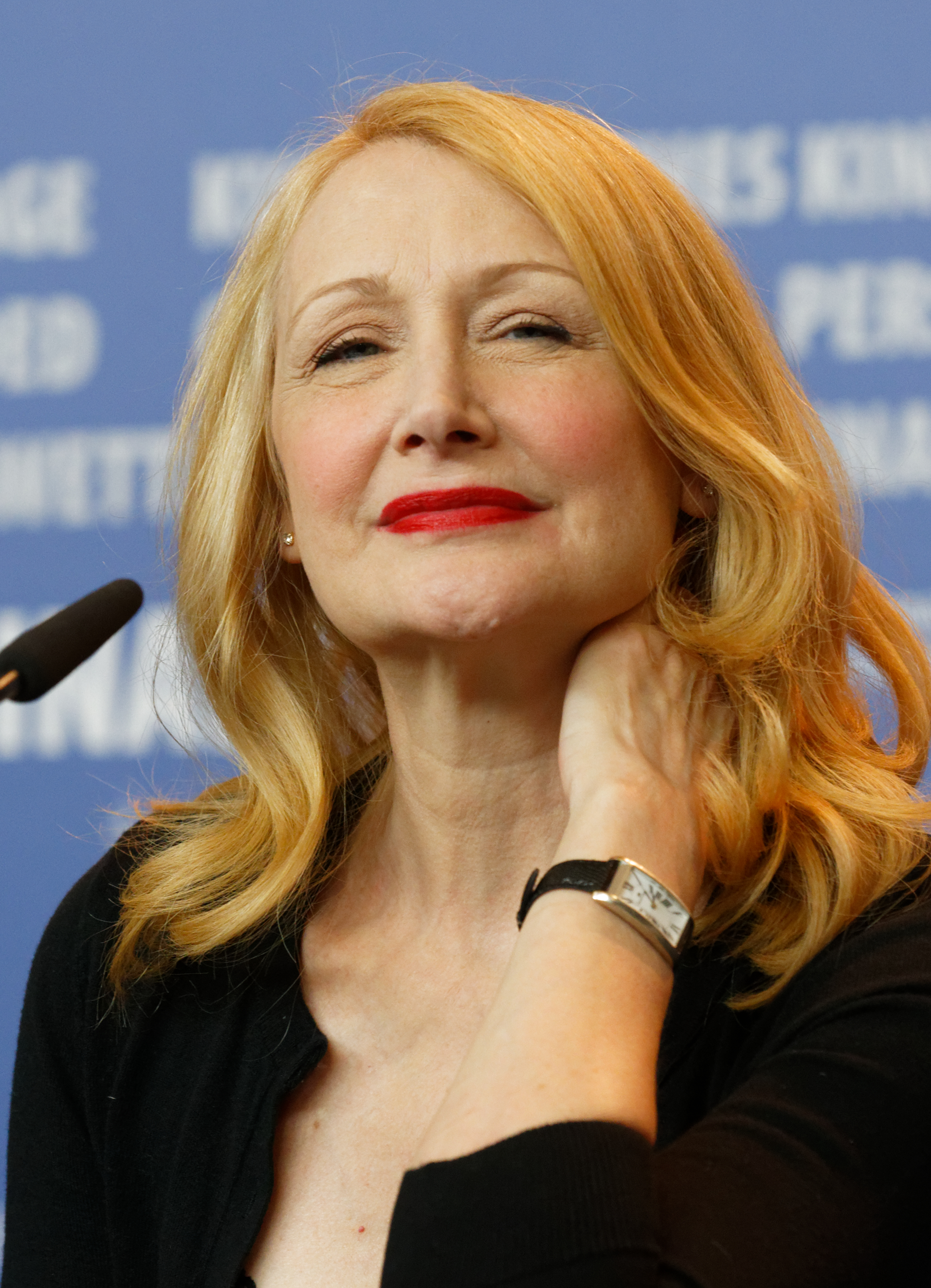
Patricia Clarkson spielt „Lilly“ Ledbetter

Regie führte Rachel Feldman, die gemeinsam mit Adam Prince auch das Drehbuch schrieb. In der Vergangenheit war sie überwiegend für Fernsehserien tätig. Lilly ist nach den Fernsehfilmen Post Modern Romance und Trügerisches Glück ihre dritte eigenständige Regiearbeit bei einem Spielfilm.
Die für die Rolle der krebskranken Mutter in der Tragikomödie Pieces of April – Ein Tag mit April Burns für einen Oscar nominierte  Patricia Clarkson spielt in der Titelrolle „Lilly“ Ledbetter. John Benjamin Hickey spielt ihren Ehemann Charles Ledbetter und Bethany Anne Lind ihre Tochter Vickie. Deirdre Lovejoy spielt Jocelyn Samuels, die im Januar 2021 von US-Präsident Joe Biden zur stellvertretenden Vorsitzenden der Equal Employment Opportunity Commission ernannt wurde. Rhoda Griffis ist in der Rolle der Frauenrechtsanwältin Marcia Greenberger zu sehen. Nancy De Mayo spielt Rosa DeLauro, eine Politikerin der Demokratischen Partei, die seit 1991 den Bundesstaat Connecticut im US-Repräsentantenhaus vertritt.
Kameramann Noah Greenberg war zuvor für Filme wie Lizzie Borden – Mord aus Verzweiflung und Küss mich, Mistkerl! tätig.

### Filmmusik und Veröffentlichung
Die Filmmusik komponierte die Emmy-nominierte Multiinstrumentalistin Ariel Marx, die zuletzt für Shiva Baby, Sanctuary, Somewhere Quiet und Birth/rebirth  tätig war. Zum US-Kinostart Anfang Mai 2025 veröffentlichte Liz Rose Records den von Liz Rose und Lauren McLamb für den Film geschriebenen Song I Will Not Take It Anymore, gesungen von der Country-Singer-Songwriterin Cassidy Daniels.
Die Weltpremiere des Films fand am 10. Oktober 2024 beim Hamptons International Film Festival statt. Im weiteren Verlauf des Monats wurde er beim Heartland International Film Festival und Anfang November 2024 beim Denver Film Festival gezeigt. Im Januar 2025 wurde Lilly beim Palm Springs International Film Festival vorgestellt. Im Februar 2025 wird der Film beim Santa Barbara Film Festival gezeigt. Der US-Kinostart war am 9. Mai 2025. Dort wurde er als PG-13 eingestuft.

## Auszeichnungen
Denver Film Festival 2024
- Auszeichnung mit dem John Cassavetes Lifetime Achievement Award (Patricia Clarkson)[2]

Santa Barbara Film Festival 2025
- Auszeichnung mit dem ADL Stand Up Award[10]